# Елеонора Земенцька
Елеонора Гагаткевич, у шлюбі Земенцька (нар. 1819, с. Ясенець, Мазовія, Польща — 23 вересня 1869, Варшава, Польща) — християнська філософ, публіцистка і феміністка. Вважається першою польською філософкою . Виступала за освіту жінок.
Її невісткою була Казіміра Земенцька, ентузіастка та освітянка-активістка.

## Життя та творчість

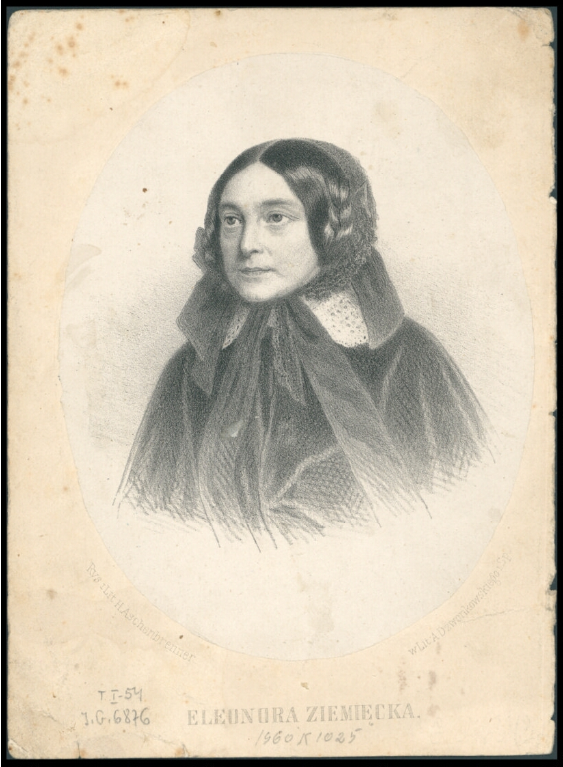
Елеонора Земенцька, близько 1858 р. (Літографія Генріха Ашенбренера)

Елеонора Гагаткевич народилася в маєтку Ясенець, який належав Єві (до шлюбу Окенцька Лужевська, сестра Антонія Онуфрія Оккецького), а батько Елеонори був його управителем. Її бабуся, Елеонора Лужевська з Грабовських, отримала освіту, підкреслюючи знання сучасних поетів-романтиків (твори Адама Міцкевича, Йосифа Богдана Залевського та Францишека Карпіньського). Завдяки цій та наступній самостійній освіті Елеонора Гагаткевич отримала широку ментальну культуру, незвичну для жінки свого часу.
Вже в 1830 р. (в 11 років) опублікувала під своїм іменем перші статті в «Щоденнику для дітей» під редакцією Станіслава Яховича, які отримали сприятливий прийом. З часом вона стала не лише кореспонденткою, а й постійною співробітницею. Гагаткевич писала як літературні твори (казки, притчі), так і публіцистичні твори («Історія Польщі», «Звернення до жінок за материнську мову», «Грошові нагороди за славні вчинки»).
У 1833 році вона почала писати статті для Польського щотижневика, а згодом для Універсального журналу та «Первоцвіт». У 1834 році побралася з А. Земенцьким і поїхала з ним до Дрездена. Земенцькі пробули там до 1840 року, а потім оселилися у Варшаві.

## Філософія
У цей період Гагаткевич-Земенцька зацікавилася філософією, спочатку працями Джона Лока, Етьєна де Кондільяка та французькими спіритуалістами, а потім німецькою філософією: Канта, Гегеля та Шеллінга. Посилання на цих філософів з'являються у її дорожніх доповідях, опублікованих у «Первоцвіт».
На початку 1830-х гегілізм вплинув на польську інтелігенцію, яку консервативні кола сприйняли як загрозу традиційній системі цінностей та суспільного порядку, а також несанкціонованого вступу у сферу релігійної віри. Отже, вони почали шукати спосіб зупинити цю «німецьку чуму». Земенцька була зв'язана з цими консервативними колами Королівства Польського, особливо з оточенням католицьких традиціоналістів, що збиралися навколо Петербурзького тижневика і називалися « петербурзькою котерією». До нього належали Генрик Жевуський, єпископ Ігнатій Головинський, Станіслав Холоневський та Міхал Грабовський. Земенцька не входила до групи (вона не друкувалась у «Тижневику»), але була їм близька, члени котерії допомагали їй у її діяльності. На відміну від багатьох членів Котерії, Земенцька не була радикальною у своєму традиціоналізмі, шукаючи синтезу нових інтелектуальних течій із польськими традиціями та релігійністю. Вона не поділяла їхній сервілізм із царською Росією.

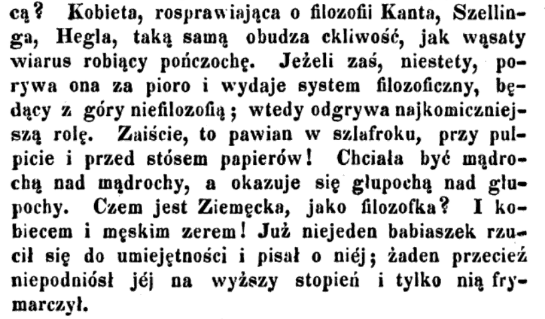
Броніслав Фердинанд Трентовський, «Чованна», т. 2, Познань 1846, стор. 503

Близькість із петербурзькими котеріями була пов'язана із Земенцькою в кінці її захоплення філософією Гегеля щодо консервативної та католицької позиції. Автор зобов'язався критикувати німецьку філософію та її пантеїстичні тенденції. У своєму першому філософському творі «Думка про філософію», опублікованому у «Варшавській бібліотеці» у 1841 році, Земецька критикує Гегеля, відстоюючи автономію релігійної сфери. Як позитивний приклад вона вказала на філософію Іммануїла Канта, яка вказувала, що розум має свої непрохідні межі . Поряд з цією публікацією, Земенцька стала першим польським філософом. Її публікацію широко критикували та над нею знущалися Броніслав Трентовський, Едвард Дембовський, Фридерик Генрік Левестам. Трентовський висловився особливо різко, в чому стверджував про Земенцьку, що жінки не можуть мати справу з філософією, а можуть лише стати «ворогами філософії».

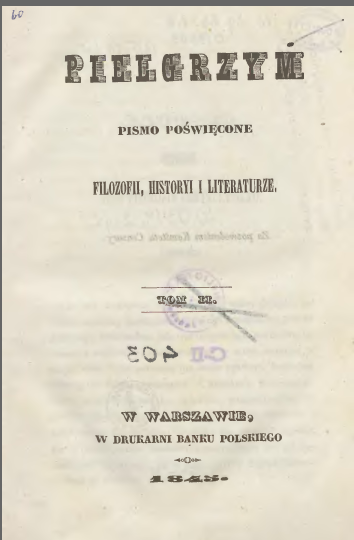
Титульна сторінка «Паломника» (2/1843)

У 1842 р. Земенцька заснувала щомісячний «Пілігрим», що мав консервативно-католицький профіль. У журналі вона публікувала літературні, філософські та публіцистичні тексти, часто переклади з французької релігійної літератури . Її завданням було протидіяти поширенню небезпечних філософських ідей серед поляків. Журнал був сухим і непривабливим, і, незважаючи на підтримку Юзефа Ігнація Крашевського, Ігнатія Головинського та Костянтина Свідзіньського, він припинив свою діяльність у 1846 році.

### Християнська філософія

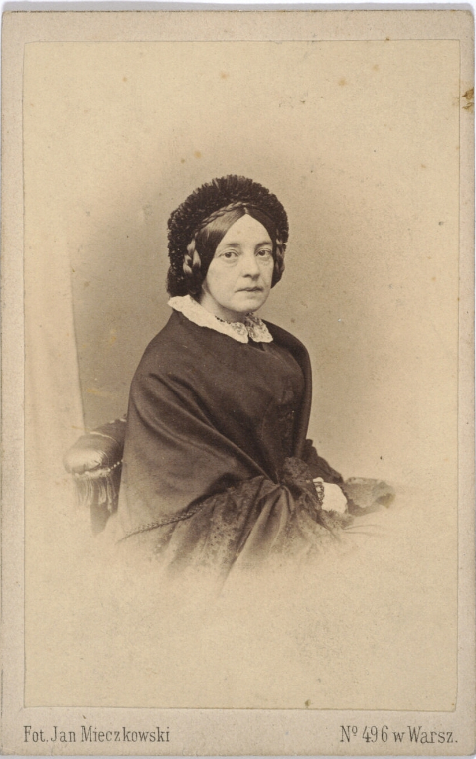
Елеонора Земенцька близько 1865 р. (Фото на папері альбому)

Більш повною лекцією про власні філософські погляди були «Нариси католицької філософії в чотирьох поглядах» (Варшава, 1857). Вони відносять Земенцьку до течії християнської філософії (особливо католицької) та малювали твори Ніколя де Мальбранша, A.J.A. Ґратриєго та католицьких богословів. Авторка намагалася узгодити віру і розум. Твір був розділений на чотири частини: стосовно світу природи, розуму та волі (він поєднав томістичні погляди на душу з романтичним ірраціоналізмом та сучасним спіритизмом), розкритий світ (питання про божественне провидіння, стосунки віри та розуму) та соціальний світ (позитивна роль релігії у соціальному прогресі).
У 1860-х роках Земенцька захворіла, але залишилася активною. У 1860 р. опублікувала свою останню велику оригінальну працю: «Дослідження», що містить аналізи курсів Адама Міцкевича, Думань, Юзефа Голуховського та інші її дослідження. У 1862—1863 рр. добірка творів Жюля Саймона, Емілі Сайсет та Емеде Жак у її перекладі (два томи «Посібника з філософії») та два томи «Курсу вищих наук для жінок» (Варшава, 1864).

## Захист прав жінок
Філософська та редакторська діяльність Земенцької отримала широке висвітлення. У свою епоху вона була винятковою людиною, підтверджуючи своєю діяльністю, що жінки можуть займатися наукою. Другим важливим напрямком діяльності Земецької було жіноче питання, зокрема проблема жіночої освіти.
У 1842 р. Земенцька зустріла молоду натоді авторку Нарцизу Жмиховську, яка дебютувала роком раніше у «Первоцвіті». Жмиховська була зачарована особистістю Земенцької і деякий час залишалася під її впливом. Земенцька опублікувала ряд своїх літературних текстів у «Пілігримі», а журнал став одним із важливих місць, де обговорювались жіночі теми.
У 1843 році Земенцька опублікувала «Думки про виховання жінки», в яких вимагала підняти моральний рівень жінки, формувати чесноти, розвивати характер, але також, що являло собою значну новину, освіченість. На її думку, освіта жінок вимагала реформ, завдяки яким поряд з розвитком почуттів розвивався б і розум. Вона критикувала надмірну «уяву», викликану читанням романтичних повістей. Вони відволікали жінок від реальності, стимулюючи їх емоційність і спричиняючи «піднесення почуттів», які ставали джерелом сімейних і життєвих трагедій. З цієї причини необхідно виховувати жінок, які, окрім інтелектуального розвитку, були б спрямовані на їх моральний розвиток.
Жмиховська поступово відходила від Земенцької, збираючи навколо себе оточення, відоме як ентузіасти, які чіткіше сформулювали програму емансипації жінок. З часом знайомство Земенцької та Жмиховської було повністю порушене. Важливим питанням, яке відрізнялося між двома авторками, було їхнє ставлення до християнства. Жмиховська більше цінувала незалежність і не поділяла католицьку перспективу Земецької. Крім того, Жмиховська не могла прийняти втручання Земенцької в її тексти.
У дослідженнях, опублікованих у 1860 році, Земенцька написала «Слово про жінку», у якій виробила думку, висловлену у «Нарисах католицької філософії» (1857 р.): все, що вона сказала про особу в цьому творі, в соціальному чи історичному розумінні, стосується також жінки. Земенцька заперечувала гендерні стереотипи свого часу, а саме сприйняття жінки як неземної, ангельської істоти, а також те, що вона неповноцінна або неповноцінна в порівнянні з чоловіком. Вона зазначила, що однакові гідності чоловіка і жінки повинні бути визнані, а жінка повинна залишатися відокремленою у шлюбі та сім'ї. Обґрунтування її претензій мало релігійну основу. «Навіть у сім'ї жінка не повинна гинути, навіть зважаючи на прихильність до свого чоловіка та нареченого, вона не повинна втрачати свободу та гідність істоти, яка справді належить тільки Богові».
У 1860-х роках Земенцька випустила видання підручника «Курс вищих наук для жінок», перед її смертю з'явилися частини, присвячені естетиці та психології (1863—1864).
Є дискусійним те, яка позиція Земенцької в історії жіночого руху в Польщі та яка природа її роботи з цього приводу. Було зазначено, що Земенцька підтримує образ жінки-жертви та пацієнтки. Однак це тлумачення дискутується. Обговорюється також включення її до початку фемінізму в Польщі. Незважаючи на свої заяви на користь визнання гідності жінок та підвищення їхньої освіти, вона критикувала широкий рух за емансипацію.

## Інша література
Окрім дитячої літератури, опублікованої у Журналі для дітей, Земенцька є авторкою двох томів «Народних казок» (1860—1861). Вона також переклала роман «Каліста» Джона Генрі Ньюмена (1858) та написала ряд критичних літературознавчих досліджень. У програмній статті Елеонора Штирмер та художній літературі загалом («Пілігрим», 1845) вона критикувала реалізм, протиставляючи його моделі ідеалізуючого дидактичного роману.

## Твори
- (1841) Думки про філософію (стаття у Варшавській бібліотеці);
- (1843) Думки про освіту жінок;
- (1857 р.) Нариси католицької філософії включають чотири погляди;
- (1860—1861) Народні казки, вип. I—II;
- (1860) Дослідження Елеонори Земенцької [Архівовано 28 березня 2020 у Wayback Machine.];
- (1862—1863) Посібник з філософії, т. I—II (переклади французьких філософів);
- (1863) Курс вищої освіти для жінок;
- (1883) Про виховання жінок (стаття в «Тижневик Польський»).